# Mooie uren, mooie dromen
Mooie uren, mooie dromen is een single van Salim Seghers. Het is afkomstig van zijn gelijknamige album, dat in 1973 verscheen. Het is een van de acht singles, die Seghers de Vlaamse hitparade in zong.

## Hitnotering
Het plaatje balanceerde op de rand van de Vlaamse Top30.

### BelgischeBRT Top 30
| Hitnotering: 19-1-1974 t/m 15-3-1974 | Hitnotering: 19-1-1974 t/m 15-3-1974 | Hitnotering: 19-1-1974 t/m 15-3-1974 | Hitnotering: 19-1-1974 t/m 15-3-1974 | Hitnotering: 19-1-1974 t/m 15-3-1974 | Hitnotering: 19-1-1974 t/m 15-3-1974 | Hitnotering: 19-1-1974 t/m 15-3-1974 | Hitnotering: 19-1-1974 t/m 15-3-1974 | Hitnotering: 19-1-1974 t/m 15-3-1974 | Hitnotering: 19-1-1974 t/m 15-3-1974 |
| Week:                                | 1                                    |                                      |                                      | 2                                    |                                      |                                      | 3                                    |                                      |                                      |
| ------------------------------------ | ------------------------------------ | ------------------------------------ | ------------------------------------ | ------------------------------------ | ------------------------------------ | ------------------------------------ | ------------------------------------ | ------------------------------------ | ------------------------------------ |
| Positie:                             | 23                                   | x                                    | x                                    | 29                                   | x                                    | x                                    | 30                                   | uit                                  |                                      |